# إي. روجر ميتشيل
إي. روجر ميتشيل (بالإنجليزية: E. Roger Mitchell) هو ممثل أمريكي، ولد في 18 فبراير 1971 بميامي في الولايات المتحدة.

## أعمال

### أفلام
- (2003) سوات[3]
- (2013) طارد الأرواح الأخير الجزء الثاني[4]
- (2014) اقتل الرسول[5][6]
- (2015) محتجز
- (2015) هاتف خلوي

## وصلات خارجية
- إي. روجر ميتشيل على موقع IMDb (الإنجليزية)
- إي. روجر ميتشيل على موقع ألو سيني (الفرنسية)
- إي. روجر ميتشيل على موقع قاعدة بيانات الفيلم (الإنجليزية)